# Walter Langhoff
Walter Langhoff (* 14. Dezember 1883 in Berlin; † 7. März 1944) war ein deutscher Industrieller und Führer des Allgemeinen Deutschen Waffenrings.

## Leben

### Ausbildung und berufliche Tätigkeit
Langhoff besuchte das Gymnasium in Berlin und studierte Chemie und Volkswirtschaft an der dortigen Universität. 1913 machte er sich mit einem chemisch-technischen Betrieb selbständig. Am Ersten Weltkrieg nahm er als Offizier der Landwehrkavallerie und ab 1917 als Fachoffizier bei der Inspektion der Fliegertruppen teil. Zuletzt war er Abteilungsvorstand der Rohstoffabteilung.
Ab 1919 war Langhoff wieder selbständig in der chemisch-technischen und pharmazeutisch-kosmetischen Industrie. 1922 bis 1926 war er in leitender Funktion in der Braunkohlen- und chemischen Industrie. 1927 wurde er Direktor im Reichsausschuss für Sachwerterhaltung durch Anstrich.
Langhoff stand schon in der ersten Hälfte der 1920er Jahre deutsch-völkischen Kreisen nahe und kandidierte 1924 für die Deutschvölkische Freiheitspartei.

### Führung des Allgemeinen Deutschen Waffenrings
Als Mitglied des Corps Saxo-Borussia Berlin im Rudolstädter Senioren-Convent wurde er nach dem außerordentlichen Waffenstudententag in Goslar 1933 durch den Führer der Deutschen Studentenschaft (DSt), Oskar Stäbel, zum Führer des Allgemeinen Deutschen Waffenrings ernannt, der als Interessenvertretung der schlagenden Korporationen die Beziehungen der einzelnen Verbände untereinander regelte und ihre Vertretung gegenüber Politik und Öffentlichkeit übernahm. Der ADW nahm insbesondere bei der Durchsetzung der Arierbestimmungen bei den einzelnen Korporationsverbänden (1934) eine zentrale Rolle ein, wurde aber im Zuge der Gleichschaltung der Korporationsverbände im Oktober 1935 aufgelöst.
Am 26. März 1934 ernannte Stäbel ihn außerdem zum Leiter des Waffen- und Ehrenamtes bei der Reichsschaft der Studierenden an den deutschen Hoch- und Fachschulen.

### NS-Zeit
Er war zum 1. November 1930 der NSDAP beigetreten (Mitgliedsnummer 348.072) und auch Angehöriger der SS (SS-Nummer 257.608), zuletzt im Range eines SS-Standartenführers.